# 乌默克特县

所在位置

乌默克特县(乌尔都语: ضلع عمرکوٹ )，巴基斯坦信德省的一个县，位于该省南部。总人口663,100（1998年）。

## 行政区划
乌默克特县分为4个乡。